# Woolmark
La Woolmark est le sigle de la laine vierge. Elle est aujourd'hui « portée » par la Woolmark Company, société à but non lucratif, d'expertise et de recherche technologique.

## L'origine
Dès 1937, les éleveurs de moutons de l'hémisphère austral décidaient de promouvoir leur production directement sur les marchés consommateurs en prélevant un pourcentage sur les transactions internationales de laine.
Au cours des années 1950, pour participer au développement exponentiel de la consommation textile induite par le développement des synthétiques, le Secrétariat International de la Laine (International Wool Secretariat), rassemblant les syndicats d'éleveurs de moutons d'Australie, Nouvelle-Zélande, Afrique du Sud et Uruguay, s'est structuré pour intervenir auprès de l'industrie et sur les marchés de consommation de l'hémisphère Nord (Europe occidentale, Japon, Amérique du Nord).
Il a notamment instauré un concours annuel de jeunes créateurs dont la première édition, en 1954, a couronné Yves Saint Laurent et Karl Lagerfeld. Par la suite, la même récompense a accompagné les débuts de Donna Karan, Ralph Lauren, Romeo Gigli, Dolce & Gabbana, Giorgio Armani.
Claude Bonin-Pissarro en fut le directeur artistique. 
En 1964, il est décidé de créer un sigle pour permettre l'identification des produits en laine vierge et signer les campagnes de communication : c'est le logo de certification. Il a été dessiné par Franco Grignani et Francesco Saroglia, qui ont stylisé une pelote de laine[réf. nécessaire].
En 1998, la Woolmark Company remplace l'IWS dans ses missions de certification et de recherche fondamentale dans les technologies de production et de mise en œuvre de la laine. Désormais détenue par le seul syndicat australien d'éleveurs, elle a son siège à Sydney.

## Le label
Le certificat Woolmark est employé pour identifier les marchandises qui contiennent de la laine vierge provenant de la tonte d’animaux sains et vivants, par opposition à la laine récupérée sur les toisons d'animaux abattus et à la laine recyclée. 
L'étiquette Woolmark garantit un produit en pure laine vierge (100 % de la composition)
Pour répondre aux tendances de diversification des matières utilisées dans le prêt à porter et tirer parti des avantages procurés par certains mélanges de fibres, le logo a été décliné pour identifier des articles contenant une part variable de laine vierge.
- Mélanges majoritaires (de 50 à 99 % de la composition) : WOOLMARK BLEND.
- Mélanges minoritaires (entre 30 et 49 %) : WOOL BLEND.

Les désignations 100 % laine, pure laine ou laine, qui peuvent correspondre à une laine de moindre qualité ou à de la laine recyclée, n'ont pas droit à ce certificat.
Le logo Woolmark est propriété de la marque déposée. 

## Une campagne publicitaire mémorable
En 1974, l'agence FCA a réalisé une campagne publicitaire associant les deux symboles de la société, le logo et le mouton : 218 têtes de bétail recomposant l'image du logo dans un dédale de corridors spécialement aménagé sur les collines basques de Saint-Pée-sur-Nivelle sont photographiées depuis un mirador de 10 m de haut,.
Initialement destinée à promouvoir le logo en France, cette campagne a connu un succès tel qu'elle a été largement diffusée au niveau international et a contribué à asseoir la notoriété du label et celle de l'agence FCA.